# The Woman Who Loved Elvis

The Woman Who Loved Elvis est un téléfilm américain sorti en 1993.

## Synopsis
Joyce vit avec ses deux filles, Cilla et Lisa Marie, fan d'Elvis depuis que son mari l'a quittée, elle vit d'allocations mais son niveau de vie élevé questionne les services sociaux.

## Fiche technique
- Réalisation : Bill Bixby
- Scénario : Rita Mae Brown d'après le roman Graced Land de Laura Kalpakian
- Producteur : ABC
- Date de première diffusion : 18 avril 1993

## Distribution
- Roseanne Barr
- Tom Arnold
- Cynthia Gibb
- Sally Kirkland